# Коронавірусна хвороба 2019 у Белізі
Епідемія коронавірусної хвороби 2019 у Белізі — це поширення пандемії коронавірусної хвороби 2019 на територію Белізу. Перший випадок хвороби в країні зареєстрований 23 березня 2020 року в місті Сан-Педро в жінки, яка повернулась із США. У зв'язку з початком епідемії коронавірусної хвороби Беліз переніс проведення перепису населення на 2021 рік, щоб перенаправити фінансування перепису на фінансування боротьби з епідемією.

## Хронологія
Перший випадок у країні зареєстрований 23 березня у громадянки Белізу, яка повернулася до міста Сан-Педро з Лос-Анджелеса у штаті Каліфорнія. Другий випадок в країні виявлений 25 березня. Цей хворий мав тісний контакт із першим випадком хвороби. Третій випадок хвороби в Белізі виявлений 29 березня в особи, яка повернулась з Нью-Йорка до міста Беліз.
П'ятий випадок хвороби в країні виявлений у белізького студента, який повернувся з Флориди. Повідомлено, що він знаходився на самоізоляції в карантинному закладі та не мав симптомів хвороби. До 13 квітня в Белізі було зареєстровано останній з 18 початкових випадків хвороби, з них 2 хворих померли (4 квітня та 10 квітня). Останній хворий з 18 початкових випадків хвороби одужав 5 травня.
5 червня було повідомлено про новий випадок. Ним виявився белізець, який прибув на батьківщину на круїзному судні разом з кількома іншими співвітчизниками. На час виявлення випадку він уже перебував у карантині.
6 чи 7 червня 22-річну інфіковану жінку без симптомів хвороби було затримано при спробі нелегально в'їхати до країни та поміщено в карантинний заклад у місті Пунта-Горда разом із двома її супутниками, які не були інфікованими.
19 червня у молодої жінки з Белізу без симптомів хвороби, яка поверталася на батьківщину репатріаційним рейсом з Техасу, виявлено позитивний тест на коронавірус після проведення тестування при перетині кордону країни, після чого її відправили на негайний карантин відповідно до встановленого протоколу. Її ідентифікували як хворого № 23.
Станом на 14 липня у країні загалом зареєстровано 39 випадків COVID-19, 16 з яких були активними, більшість з них (9) зареєстровані в Оріндж-Вок, 7 у Блю-Крік, і 2 — репатрійовані особи, інші зареєстровані в репатрійованих осіб, зокрема у місті Беліз 6, та нові активні випадки у містах Сан-Ігнасіо та Санта-Елена з невідомим способом інфікування. Розпочато відстеження контактів інфікованих осіб.. У Блу-Крик та Сан-Феліпе введений локдаун терміном на один місяць у зв'язку з виявленням кластера захворювання в Блу-Крик.
Станом на вівторок 21 липня загалом у країні виявлено 43 випадки хвороби, 18 з яких є активними, 23 хворих одужали, 2 хворих померли. Станом на 24 липня у країні загалом зареєстровано 48 випадків хвороби, кількість померлих не змінилась, у країні зареєстровано 2 смерті від коронавірусної хвороби, внутрішньої передачі вірусу в країні не зареєстровано.
15 серпня 2020 року Беліз повідомив про поетапне відкриття країни для міжнародного туризму з відновленням деяких міжнародних туристичних авіарейсів. Усі, хто прибуває до країни, повинні пройти тест на коронавірус. З початком відкриття країни для міжнародного туризму запроваджується обмеження кількості місць у готелях та додаткові карантинні обмеження у межах країни. 5 серпня 2020 року підтверджено ще 14 випадків у Сан-Педро та Амбергріс-Кає. Загальна кількість випадків хвороби зросла до 86. 6 серпня 2020 року підтверджено ще 28 випадків хвороби, з них 20 випадків у Сан-Педро, 1 видадок у Сан-Ігнасіо, 1 випадок у Бельмопані, 2 випадок у Санта-Марті, 1 випадок у Оріндж-Волк, та 3 випадки у місті Беліз. На цей день у країні було 80 активних випадків хвороби.
Станом на 10 серпня 2020 року у країні загалом зареєстровано 177 випадків хвороби, з яких 86 жінок та 91 чоловіків. З 177 випадків 143 активні, 32 одужали, померло 2 хворих.
11 серпня 2020 року виявлено 33 нових випадки хвороби, загальна кількість випадків зросла до 210, з них 96 жінок та 114 чоловіків. З 210 випадків 176 активних, 32 одужали, померло 2 хворих.
12 серпня 2020 року виявлено 86 нових випадків хвороби, загальну кількість випадків хвороби зросла до 296, з них 122 жінок та 174 чоловіків. З 296 випадків 262 були активними, 32 одужали, померли 2 хворих.
На 10 вересня спостерігалось збільшення кількості активних випадків хвороби до 1021, 28 вересня спостерігалось зменшення активних випадків до 634. Після цього кількість активних випадків знову почала збільшуватись до 692 активних випадків на кінець вересня.
1 жовтня аеропорт Белізу знову відкрився для міжнародних авіарейсів.
11 жовтня в країні зареєстровано 2496 випадків хвороби, 1531 одужань, 905 активних випадків, 36 смертей. Більшість випадків хвороби припадає на північ країни, на цей день 471 випадок хвороби зареєстровано в районі Оріндж-Волк. За словами жителів району, хвороба, ймовірно, поширилась від осіб, які перетинали кордон з Мексикою у районі Четумаля, а також через бари та ринок в Оріндж-Волку, де жителі купують незаконно ввезене пиво, туалетний папір, миючі засоби, памперси та інші речі. Велика кількість випадків у Сан-Педро (322 зареєстровані випадки, з яких 62 активні випадки на 5 жовтня), ймовірно, також пов'язані з незаконною транскордонною торгівлею.
2 листопада повідомлено, що 1 листопада в країні виявлено 25 нових випадків коронавірусної хвороби, на цей день у країні одужали 2200 хворих.
Влада Белізу запровадила обмеження на в'їзд з Англії з 5 листопада до 2 грудня 2020 року.
На початку грудня доктор Марвін Мансанеро, директор служби охорони здоров'я Белізу, повідомив, що в нього підтверджено позитивний результат на COVID-19, і в нього спостерігалися лише незначні симптоми в горлі; одночасно прем'єр-міністр Хуан Антоніо Брісеньо повернувся до роботи, повідомивши, що вилікувався після коронавірусної хвороби.
12 травня 2021 року міністр закордонних справ Мексики Марсело Ебрард повідомив, що Мексика передасть 400 тисяч доз вакцини Oxford–AstraZeneca проти COVID-19 Белізу, Болівії та Парагваю.

## Заходи боротьби з поширенням хвороби
Після повідомлення про виявлення перших двох випадків хвороби в країні прем'єр-міністр Белізу Дін Берроу 25 березня 2020 року запровадив надзвичайний стан у місті Сан-Педро. Жителі Амбергріс-Кає відправлені на обов'язковий карантин. Усім жителям заборонено виходити на вулицю. Представник уряду заявив, що всі судна, які незаконно заходять на острів, будуть конфісковуватися та продаватися на аукціоні. На той час міністерство охорони здоров'я оголосило, що відстежуються всі особи, які могли бути в контакті з першою хворою в країні, громадянкою Белізу.
20 березня прем'єр-міністр країни розпорядився закрити всі учбові заклади в країні до 20 квітня в очікуванні змін у ситуації з поширенням хвороби. Він також заборонив зібрання понад 25 осіб та ввів обмеження на перетин кордону. 23 березня були скасовані усі авіарейси. Дозволено перетин кордонів країни лише вантажним транспортним засобам, зокрема лише вантажні кораблі можуть заходити в порти країни. Громадянам Белізу все ще дозволялося повертатися на батьківщину, проте жителям країни заборонено виїздити з Белізу, якщо це не викликано невідкладною ситуацією.
Міністр охорони здоров'я попросив усіх, хто має симптоми, подібні до грипу, залишатися вдома, самоізолюватись і зателефонувати на гарячу лінію за номером 0-800-MOH-CARE для отримання подальших вказівок.
30 березня в країні було запроваджено надзвичайний стан, а також комендантську годину з 20:00 до 5:00 з 1 по 30 квітня. Іноземним громадянам, які не більш ніж за 30 днів до цього перебували в Європі, Гонконзі, Китаї, Ірані, Японії, Південній Кореї, заборонено в'їзд до країни. За поданням міністерства охорони здоров'я країни Беліз закрив пункти пропуску на кордонах країни, за винятком пункту пропуску біля містечка Санта-Елена та в міжнародному аеропорту імені Філіпа Голдсона, які залишились відкритими. Вантажним суднам було дозволено пришвартовуватися в усіх портах країни.
На початку квітня уряд оголосив про закриття кордонів країни, включно для громадян Белізу, перетин кордону дозволений лише у випадку надзвичайних ситуацій.
Останній з 18 початкових випадків коронавірусної хвороби був зареєстрований у Белізі 13 квітня. З цих випадків 2 хворих померли (4 квітня та 10 квітня), а інші з 12, які залишились, одужали до 5 травня. За час епідемії введено в дію кілька нормативних актів, від № 41 від 26 березня до № 65 та 66 від 4 травня, згідно яких спочатку в країні запроваджено надзвичайний стан, після чого умови надзвичайно стану в країні кілька разів змінювались, та почали пом'якшуватися карантинні обмеження.
Особи, які прибувають до Белізу, повинні завантажити мобільний додаток Belize Health. Тестування на COVID-19 доступне в аеропорту Белізу за 50 доларів США. Якщо результат тесту на COVID-19 у прибуваючої особи позитивний, вона повинна перебувати в карантині протягом 14 днів у готелі або затвердженому карантинному закладі.

## Вакцинація
Програма вакцинації в Белізі складається з 5 етапів: (1) працівники охорони здоров'я, особи старші 60 років, особи з хронічними хворобами, члени Національної асамблеї та судді, (2) поліція, митники, імміграційні офіцери, працівники туризму, вчителі, працівники транспорту, тюремні охоронці, (3) Сили оборони Белізу, берегова охорона, пожежники, працівники комунальних служб, (4) усі інші державні службовці, (5) усі інші дорослі. Незважаючи на те, що Беліз розпочав свою кампанію вакцинації лише через 6 тижнів після введення першої вакцини в Центральній Америці, Беліз є четвертим за показником вакцинації від COVID-19 у регіоні. На початок червня 2021 року Беліз ввів 18,04 дози вакцини проти COVID-19 на 100 осіб, що загалом відповідає 73040 дозам вакцини. Зокрема, 67 тисяч із 100800 доз вакцини AstraZeneca/Oxford, які були виділені Белізу через механізм COVAX, всесвітню ініціативу, спрямовану на справедливий доступ до вакцини проти COVID-19, уже надійшли на початок травня 2021 року. Крім того, Беліз отримав пожертву в 10 тисяч доз вакцини Sinopharm BIBP від Об'єднаних Арабських Еміратів.
У Белізі доступні 4 види вакцини: Pfizer–BioNTech, Johnson & Johnson, AstraZeneca і «Sinopharm BIBP».